# Centre national de la mémoire arménienne
Le centre national de la mémoire arménienne (CNMA) est un centre culturel doté d'une bibliothèque et d'un centre de documentation. Il est situé à Décines-Charpieu en France. Il est consacré à l'histoire arménienne et à celle du génocide arménien en particulier. Le lieu est dirigé depuis son ouverture par l'historienne Katia Boudoyan. La devise du centre national de la mémoire arménienne est : « rester soi en devenant autre ». Selon Claire Mouradian, la volonté de sauvetage patrimonial est, à l'instar d'autres lieux consacrés à la mémoire, une des raisons de la création du lieu.

## Présentation
Le bâtiment d'une superficie de 900 m2 qui accueille le centre a été conçu par le cabinet d'architecture « Tectus architectes ». La maîtrise d'ouvrage était assurée par la maison de la culture arménienne. Le bâtiment, qui a été livré en décembre 2012, a été inauguré le 20 octobre 2013 en présence de la ministre de la Culture Aurélie Filippetti,.
Le centre dispose également d'une salle de conférence de 80 places.